# APEP Pitsilia
APEP Pitsilia (Grieks: ΑΠΕΠ; Αθλητική Ποδοσφαιρική Ένωση Πιτσιλιάς, Athlitiki Podosfairiki Enosi Pitsilia) wat betekent: Voetbal Unie Pitsilia, is een Cypriotisch voetbalclub uit Kyperounda.
De club werd in 1979 opgericht en speelt in het Kyperounda Stadion waar plaats is voor 6.000 toeschouwers. In het seizoen 2007/08 werd de club tweede in de Cypriotisch tweede divisie waardoor de ploeg in 2008 weer uit zal komen op het hoogste niveau. Na het seizoen 2009/10 degradeerde het opnieuw naar de tweede divisie, nadat ze op de laatste plaats eindigden.

## Erelijst
- Cypriotische Tweede Divisie

1987 en 1990